# Casa de Huéspedes (Peña del Hierro)
La casa de Huéspedes es un edificio de carácter histórico situado en el municipio español de Nerva, en la provincia de Huelva, comunidad autónoma de Andalucía. Construido a comienzos del siglo XX en la mina de Peña del Hierro, en la actualidad sus instalaciones se encuentran abandonadas.

## Historia
El edificio fue construido en 1905 por la Peña Copper Mines Company Limited con el fin de ofrecer alojamiento a los directivos e ingenieros que se encontraban de visita por la explotación minera. Se encontraba situado frente a la puerta del Grupo de viviendas San Carlos y disponía de marquesina, un jardín en la entrada principal, un gran patio con carbonera, un retrete o piscina. El edificio mantuvo sus funciones originales después de que Peña del Hierro pasara a manos españolas en la década de 1950, e incluso bajo el grupo Explosivos Río Tinto (ERT) las continuó desarrollando durante algún tiempo.